# Gelyella
Gelyella (лат.) — род веслоногих ракообразных, единственный в составе семейства Gelyellidae  Rouch & Lescher-Moutoué, 1977 и отряда Gelyelloida  Huys, 1988 из надотряда Podoplea (Neocopepoda, Copepoda). Раньше этот род и семейство помещали в отряд Harpacticoida, и только в 1988 году для них был создан новый отдельный отряд Gelyelloida. Пресноводные формы. Известно 2 вида из подземных вод и карстовых зон южной Франции и западной Швейцарии. В Швейцарии один из этих видов причислен к «великим швейцарским иконам» («grandes icônes suisses») и описывается как «старейший из швейцарцев» («doyenne des Suisses»).

## Описание
Очень мелкие ракообразные. Многочисленные оригинальные признаки, такие как примитивное строение ротовых частей, отсутствие двух последних пар грудных ног P4 и P5, редукция сегментации плавательных ног, позволяют отнести этот род к новому семейству. У Gelyella наблюдается некоторый педоморфоз, при котором животные достигают половой зрелости, оставаясь частично похожими на молодь. Взрослые особи имеют длину 0,3—0,4 мм (300—400 микрометров) с почти цилиндрическим телом, сужающимся к задней части. Имеется одиннадцать сегментов тела, последний из которых равен длине двух предыдущих сегментов вместе взятых.
Первый сомит свободный и примерно равен по размеру последующему сомиту. Отсутствует отчетливое сочленение тела между просомой и уросомой. Генитальный двусомит у самки без каких-либо следов подразделения. За исключением анального сомита абдоминальные сомиты относительно короткие. Анальный оперкулюм присутствует, не вооружен. Каудальные рами длиннее ширины, каждый снабжен 7 волосками. Интегумент сомитов тела не сильно хитинизирован, сомитические сенсиллы отсутствуют. Анальный сомит самца снабжен несколькими рядами пор латерально. Рострум толстый, не сросшийся с цефалосомой, сенсиллы отсутствуют.
Антеннулы нечетко 14-сегментные у самки, 9-й сегмент с эстетаском (лепестком); 13-сегментные и геникулированные (между 11-м и 12-м сегментами) у самца, 8-й сегмент с эстетаском и пропульсивно сенсорной сеткой. Антенна с основанием, 3-сегментным эндоподитом и 7-сегментным экзоподитом. Мандибула с хорошо развитым гнатобазисом; основание с 1 стебельком; экзоподит нечетко 5-сегментный; эндоподит 2-сегментный. Максиллула с прекоксальным неартикулирующим концевым элементом, поверхность без волосков; кокса с хорошо развитым концевым элементом, эпиподит отсутствует; основание с 2 сетуозными лопастями; экзо- и эндоподит односегментные. Максиллярная синкокса с 3 эндитами; основание с цилиндрическим эндитом; эндоподит 3-сегментный. Максиллипед стеноподиальный, циклопоидный; синкокса с 5 волосками; основание с 2 волосками; эндоподит 2-сегментный.
Считается, что эти два вида могли начать расходиться от общего морского предка после изменения береговой линии в миоцене. В миоцене Средиземное море достигло части Швейцарии, но за этим последовал Мессинский кризис солености, когда море почти высохло, оставив соленые озера в Средиземноморском бассейне.

## Классификация
Включает 2 вида.
- Gelyella droguei Rouch & Lescher-Moutoué, 1977 — Франция (собран в подземных водах карстовой системы близ Монпелье, южная Франция)[10]
- Gelyella monardi Moeschler & Rouch, 1988 — Швейцария, карстовая система Ущелья де И’Арезе (Gorges de l’Areuse, горы Юра, кантон Невшатель, западная Швейцария)[11]

## Gelyellaи человек

### Угрозы и защита
В 2012 году вид G. droguei был включён в Красную книгу пресноводных ракообразных материковой Франции как уязвимый вид («VU»). G. monardi, в свою очередь, упоминается в документах Швейцарской Конфедерации в качестве иллюстрации того, что «Швейцария несёт особую ответственность за виды, исчезновение которых в нашей стране было бы равносильно полному исчезновению или значительному увеличению риска исчезновения на глобальном уровне», и описывается как «швейцарский вид животных, наиболее достойный защиты на международном уровне».
Считается, что ещё один вид из отряда Gelyelloida встречается в Северной Америке и известен из единственного местонахождения.

### В культуре
Gelyella monardi фигурирует в десятом издании книги So Sweet Zerland (2017), в которой перечислены «великие швейцарские иконы» («grandes icônes suisses»). Этот вид описывается как «старейший из швейцарцев» («doyenne des Suisses»), возраст которой составляет 20 миллионов лет, и как «гельветская панда» («panda helvète»), посол защиты хрупкой экосистемы подземных вод.